# Listening to Fear
Listening to Fear (Escuchando al miedo en español) es el noveno episodio de la quinta temporada de la serie de televisión estadounidense Buffy, la cazavampiros.

## Argumento
Buffy y Joyce están en el Hospital. Riley no se presenta para ayudar en la patrulla, pues está en un bar pagando para que una vampiresa le chupe la sangre. En el hospital Joyce empeora y empieza a delirar.
Willow y Tara ven cómo se estrella un meteorito. De éste sale un monstruo que se dirige al hospital. La pandilla encuentra el meteorito, Willow reconoce al muerto que hay cerca como un loco del hospital. Cuando el resto se va a investigar Riley llama al Gobierno. Después de matar a varias personas en el hospital el monstruo sigue a las Summers cuando se van a casa. Ya allí, Joyce tranquiliza a Dawn.
La pandilla descubre que los antiguos creían que la luna provocaba la locura y entonces le rezaban para que enviara un meteorito que resolviera el problema. Se supone pues que aquellos meteoritos curaban a los enfermos mentales. Xander señala que efectivamente el muerto quedó definitivamente curado. Llaman a Riley y le informan de que se trata de un demonio Keller. Riley ya sabe que mata enfermos mentales porque está en el hospital y deduce que el demonio se ha escapado en el coche de Buffy.
En su casa Joyce cada vez delira más en voz alta, Buffy pone música para no oírla mientras friega y se echa a llorar. El demonio ataca a Joyce, pero Dawn logra sacarlo de la habitación y se encierra con Joyce gritando a Buffy para que suba. Buffy las oye y sube. El demonio la ataca y ruedan escaleras abajo. En la cocina coge un cuchillo, se abre la puerta del sótano y aparece Spike, que le dice que estaba robando. En ese momento aparece el demonio, pero con ayuda de Spike Buffy logra matarlo. En ese momento llega Riley con los militares y no se alegra de ver a Spike.
En el hospital, Ben se encuentra en su coche a uno de los secuaces de Glory. Se enfada y cuando el demonio pregunta por qué ha convocado al Keller él dice que para limpiar la reputación de Glory, como ha estado haciendo toda su vida.
De nuevo en el hospital, Joyce se ha dado cuenta de que Dawn no era su hija, pero que era importante protegerla. Le hace prometer a Buffy que lo hará si le ocurre algo malo. Entonces se llevan a Joyce al quirófano. 

## Reparto

### Personajes principales
- Sarah Michelle Gellar como Buffy Summers.
- Nicholas Brendon como Xander Harris.
- Alyson Hannigan como Willow Rosenberg.
- Marc Blucas como Riley Finn.
- Emma Caulfield como Anya Jenkins.
- Michelle Trachtenberg como Dawn Summers.
- James Marsters como Spike.
- Anthony Stewart Head como Rupert Giles.

### Apariciones especiales
- Amber Benson como Tara Maclay.
- Kristine Sutherland como Joyce Summers.
- Charlie Weber como Ben.
- Bailey Chase como Graham Miller.
- Nick Chinlund como Alcalde Ellis.
- Kevin Weisman como Dreg.
- Randy Thompson como Doctor Kriegel.

### Personajes secundarios
- Paul Hayes como Vigilante nocturno anciano.
- Keith Allan como Paciente mental delgado.
- Erin Leigh Price como Chica vampiro.
- April Adams como Enfermera Lampkin.
- Barbara C. Adside como Criatura.
- Debbie Lee Carrington como Criatura.

## Producción